# Gà tây bảo tồn

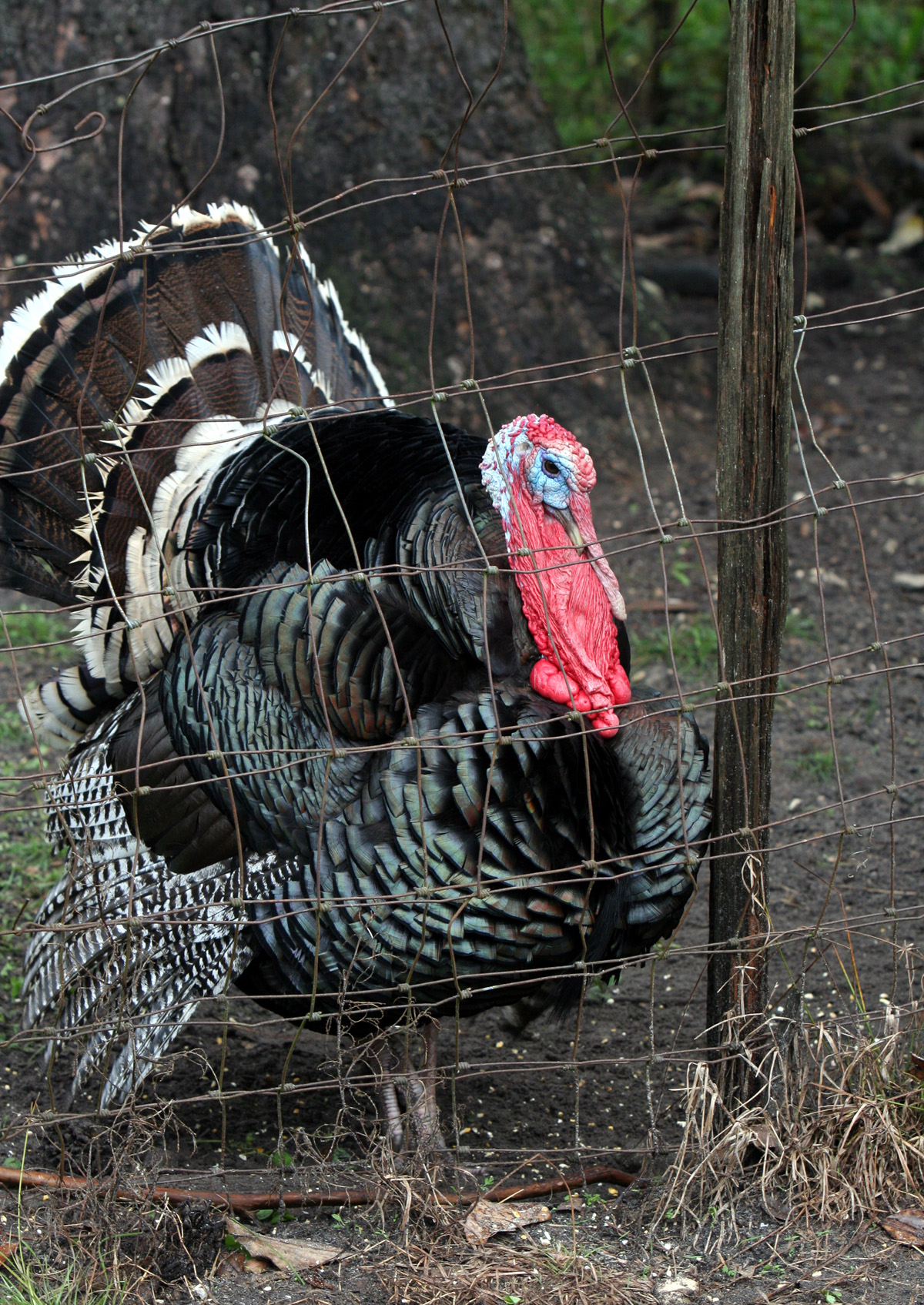
Một con gà tây bảo tồn

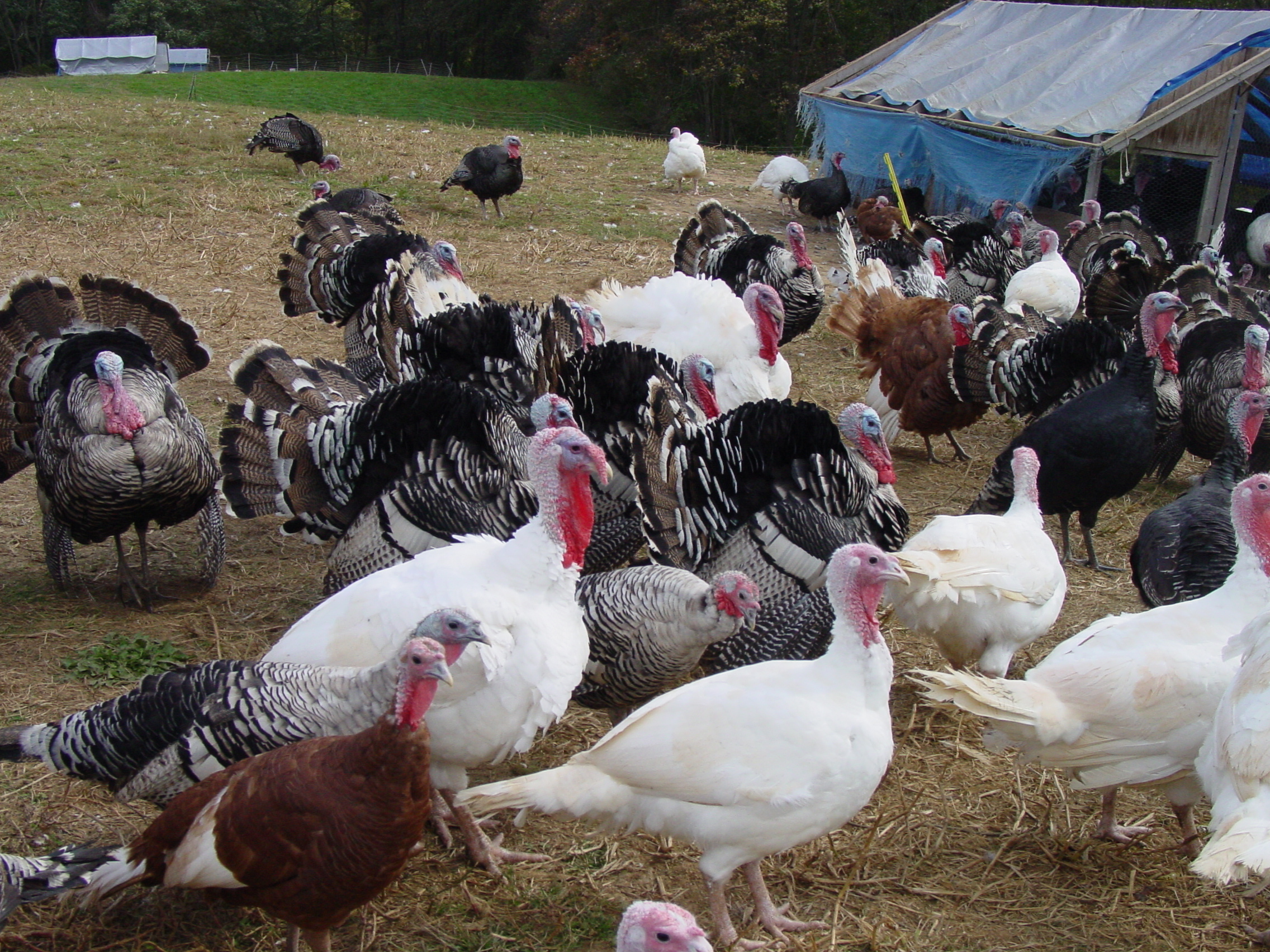
Các giống gà tây đa dạng đang được bảo tồn

Gà tây bảo tồn hay Gà tây tiêu chuẩn hay Gà tây truyền thống hay Gà tây thuần chủng, hay còn được gọi là Gà tây di sản (Heritage turkey) là thuật ngữ trong chăn nuôi gà tây nhà ở Mỹ chỉ về một trong nhiều dòng khác của gà tây nhà mà vẫn giữ được đặc điểm lịch sử mà không còn hiện diện trong phần lớn các con gà tây được nuôi để tiêu thụ kể từ giữa thế kỷ XX. Gà tây di sản có thể được phân biệt với gà tây nhà khác ở chỗ chúng về mặt sinh học có khả năng được nâng lên một cách phù hợp chặt chẽ hơn các chu kỳ hành vi tự nhiên và đời sống của gà tây hoang. Gà tây di sản có tuổi thọ tương đối dài và tốc độ tăng trưởng chậm hơn nhiều so với gà tây giống cho nông nghiệp, và không giống như gà tây lai công nghiệp có thể sinh sản mà không cần thụ tinh nhân tạo.
Đến nay, hơn mười giống gà tây nhà khác nhau được phân loại như gà tây di sản, bao gồm cả các giống gày tây như gà tây Auburn, gà tây Buff, gà tây Bourbon đỏ, gày tây Narragansett, gà tây Hoàng gia (Royal Palm), gà tây Slate, gà tây lông thiếc, gà tây đen và gà tây lông trắng. Một số đầu bếp, nông dân, và nhà phê bình ẩm thực nổi tiếng cũng đã cho rằng thịt gà tây tiêu chuẩn có vị tốt hơn và khỏe mạnh hơn. Mặc dù đã có sự quan tâm hơn gà tây di sản và việc thực hiện công tác bảo tồn nhưng chúng vẫn là một thiểu số rất nhỏ, có lẽ 25.000 cá thể nuôi hàng năm so với hơn 200.000.000 gà công nghiệp được nuôi theo kiểu chăn nuôi công nghiệp, và hầu hết các giống di sản đang bị đe dọa, chúng được coi là các giống gà quý cần bảo tồn, gìn giữ về nguồn gen.

## Lịch sử
Nhu cầu về lưu giữ, bảo tồn các giống gà tây nhà thuần chủng đã xuất hiện tại Mỹ, bắt đầu từ những thập niên 1920 đến 1950, người ta nhận thấy trước sự phát triển của lối chăn nuôi công nghiệp và sự lai tạo giống hiện nay, những giống gà tây nhà không còn thuần chủng và giữ được những phẩm chất cổ xưa, do đó nhiều người đã đề xướng việc nuôi nhốt, chăm sóc theo cách truyền thống và thực hiện việc chọn giống, lưu giữ giống để bảo tồn nguồn gen. Nhiều bang ở Mỹ đã thực hiện công việc này và thực hiện tốt công tác bảo tồn nguồn gen, phát triển việc chăn nuôi theo những quy trình chăn nuôi chặt chẽ trên cơ sở nghiên cứu những đặc điểm về giống và tập tính của chúng.
Những giống gà Tây hiện đang nuôi trong nhiều vùng đa số lai từ giống gà tây đen, và số còn lại lai từ các giống gà tây trắng. Do lai tạp nhiều đời nên chúng không được lớn con như chính giống và sinh sản cũng kém hơn, trong đó có các giống mang sắc lông màu đồng, màu đen, màu trắng, trong đó nhóm gà tây lông đen được nuôi nhiều nhất. Việc nuôi chung chạ nhiều giống gà tây với nhau theo cách nuôi trước đây, không giữ được sự rặc giống, vì trong mùa sinh sản, gà tây từ trống đến mái đều giao phối loạn xạ với nhau nên tạo ra những đàn con lai. Đó là điều không thể tránh khỏi. Đa số loài vật dù không đa thê nhưng cũng có cách giao phối như vậy. 

## Chọn giống
Với mục đích chăn nuôi gà tây để sản xuất và sinh lợi về lâu dài, người chăn nuôi cần có trong tay một đàn gà hội đủ những đặc tính tốt để làm giống, người ta chọn lựa dần dần các thế hệ nối tiếp trong những đàn gà để cuối cùng ta sẽ được đàn gà giống ưng ý để tạo dòng thuần nhằm lưu giữ. Trước hết ngườita phải có trong chuồng một gà tây giống thật tốt để làm nền tảng (background) vì cha mẹ có tốt, có rắc dòng thì đàn con cháu của chúng sau này mới có những con mang đúng đặc tiếng tốt của cha mẹ được. Chọn giống gà Tây một công việc quan trọng
Hiện nay ở Mỹ gà tây có nhiều giống Có giống lớn con, nặng cân, có giống nhẹ cân nhưng phẩm chất thị thơm ngon, có giống sinh sản kém, có giống được nhiều người chọn nuôi, sắc lông, vóc dáng khác nhau của từng giống. Từ đó tuỳ vào mục đích chăn nuôi ra sao mà chọn lựa giống gà như ý mà nuôi. Cần nhất là cố chọn cho được gà rặc giống và nên chọn nhiều dòng gà khác nhau, từ nhiều nơi để tránh đồng huyết, tác hại của sự đồng huyết của loài động vật có lông vũ không nặng bằng các loài động vật có vú nhưng nên tránh

### Ngoại hình

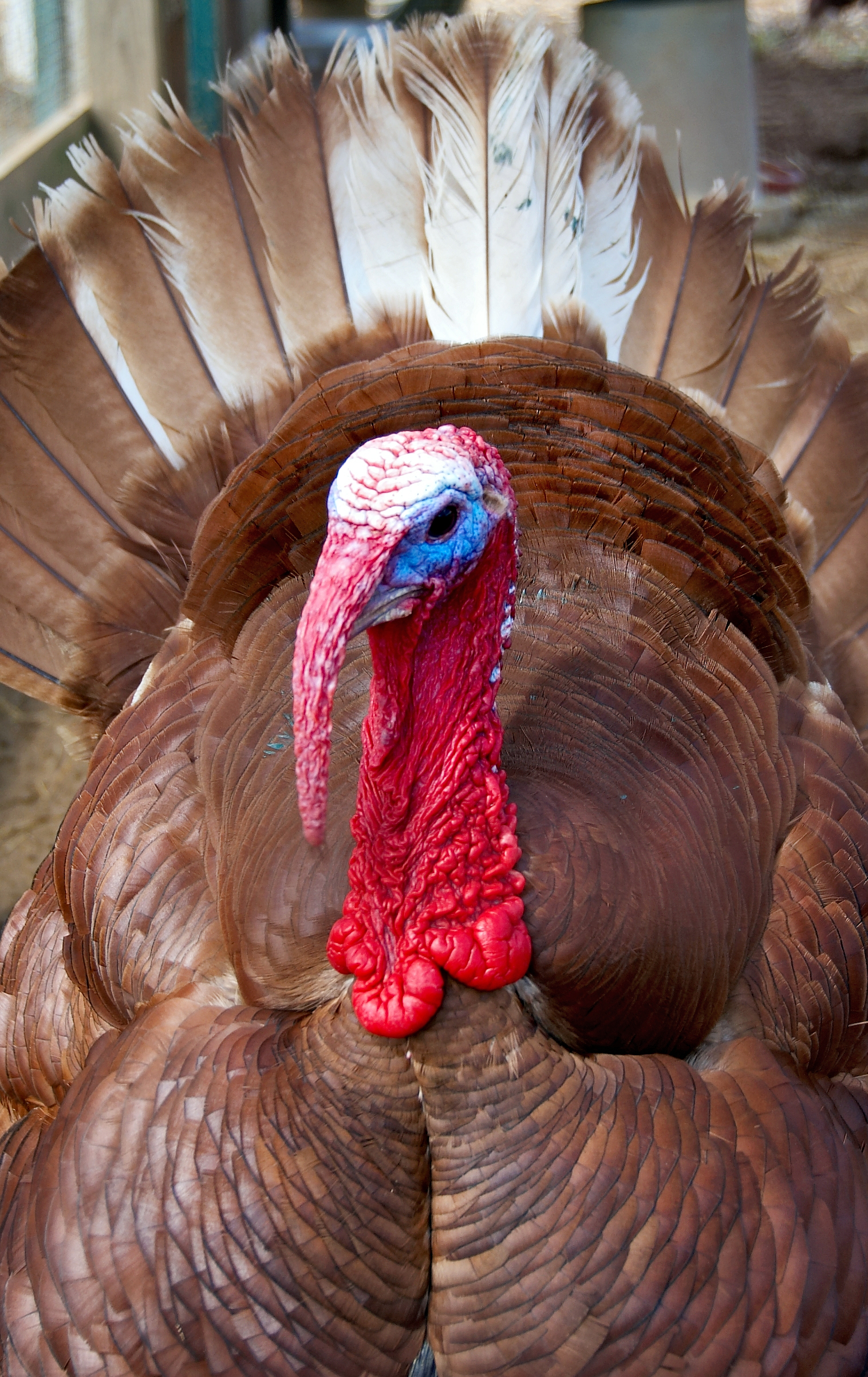
Một con gà tây lông đỏ giống

Bước thứ nhất là chọn dòng giống và bước kế tiếp là chọn ngoại hình. Gà tây trống mái cần phải có ngoại hình đẹp, thân thể to cao mạnh khoẻ tương xứng với dòng giống của chúng. Sắc lông phải mượt mà, tươi tắn có ánh sắc, tướng đi tướng đứng chững chạc.
Chọn sức khoẻ: Gà trống mái cần có sức khoẻ tốt, cử chỉ lanh lợi, năng động. Các bộ phận từ phần đầu đến phần chân không bị một chứng tật gì.
Tiêu chuẩn chọn gà tây trống làm giống thì ên chọn gà rặc giống, có sức khoẻ tốt, cao to mập mạp, mào màu đỏ, mắt sáng long lanh, ngực nở, lưng rộng, bộ lông bóng mượt có ánh sắc, đôi chân to chắc và cứng cáp cử chỉ nhanh nhẹn, năng động. Những con gà trống vẹo lường, vẹo đuôi, bộ lông xơ xác dễ giòn dễ gãy, chân yếu lại có tật dị vòng kiềng dù dòng giống tốt đến đâu cũng phải bị loại bỏ. Đối với gà mái, những tiêu chuẩn để chọn gà tây mái làm giống cũng như cách chọn gà tây trống làm giống. Chỉ thêm vài chi tiết như tính hiền, ít gây sự gà đồng loạt, phàm ăn, và là con của gà mẹ sinh sản tốt, nuôi con giỏi. Nên chọn những gà có đít xệ, hông rộng, hai ghim sau đuôi đều nhau và có độ hở rộng.
Những gà trống mái được chọn lựa để làm giống này cần được nuôi dưỡng chu đáo, hàng ngày vẫn chăn thả ra vườn, trưa chiều nên lùa về chuồng cho ăn bổ sung thêm để bảo đảm lúc nào cũng được no nê với thức ăn bổ dưỡng. Nơi ngủ của chúng phải sạch sẽ ấm áp trong mùa mưa, lạnh và mát mẻ trong mùa hè oi bức. Cần thường xuyên theo dõi sức khoẻ và tăng cường vitamin, khoáng chất trong khẩu phần ăn của chúng trong mùa sinh sản. Trên lý thuyết, một trống có thể phủ tốt đến mười mái, nhưng để đảm bảo trứng có nhiều cồ, nên bắt cặp một trong bốn mái.

### Gà con
Cũng như các loài chim thú khác, cha mẹ dù tốt đến đâu, nhưng bầy con của chúng thường ít khi mang đúng những đặc tính tốt của cha mẹ. Nếu có gà cha mẹ tốt, nhưng bầy con của chúng chỉ có một số ít con tốt như gà cha mẹ mà thôi do đó muốn chọn gà tây con để giống, ta phải chọn lựa kỹ. Cách chọn lựa càng kỹ bao nhiêu, càng khắt khe càng đem lại kết quả tốt. Khi chọn lựa, không cho phép cẩu thả và gấp gáp nóng vội.
Phải chọn gà làm giống từ trứng chọn lựa gà con làm giống từ lúc chúng còn là những quả trứng trước khi đem ấp, người ta chọn những quả trứng vừa to vừa nặng, vỏ dày, không móp méo, đầu chứa túi khí không quá lớn và phần nhọn của trứng cũng không vót quá. Sau đó là chọn gà con một tuần tuổi thì phải theo dõi sức khoẻ của gà tây con từ lúc khẻ mỏ cho đến khi được một tuần tuổi. Chỉ chọn những gà con ra đời đúng ngày (ngày thứ 28 kể từ ngày ấp) và tự đó đủ sức khoẻ mỏ để chui ra khỏi vỏ trứng được. Trên thân mình gà tây con đó không mang một tật bệnh gì và trong tuần tuổi đầu nó sống mạnh khoẻ hơn những con gà khác.
Mỗi giống vật nuôi đều có một cá tính riêng, muốn thuần hoá và nuôi dưỡng chúng được thành công cần tìm hiểu kỹ về những cá tính đặc biệt của chúng. Việc tìm hiểu cá tính đặc biệt của một giống vật nào đó khá quan trọng. Trước đây hơn 80 năm, chúng còn là gà tây rừng sống đời hoang dã ở châu Mỹ. Vào thời đó không có nhu cầu cần tìm hiểu đến cá tính của chúng, cách sống của chúng. Hằng ngày, người ta chỉ biết vào rừng săn bắt để ăn vì thời đó số lượng gà tây quá nhiều. Nhưng khi đạo luật cấm săn bắn gà tây rừng ra đời ở Mỹ thì nhiều người mới đổ xô thuần hoá chúng thành gà tây nhà. Việc này tuy đã xảy ra gần trăm năm nay, nhưng khoảng thời gian đó chưa đủ dài cho việc nghiên cứu đầy đủ về cá tính của giống gà tây. Ngay mỗi việc tại sao gà tây con dưới ba tháng tuổi rất khó nuôi hơn các giống gia cầm khác, như giống gà nội địa cũng là một điều thắc mắc lớn đối với giới chăn nuôi ở nhiều nước. 

## Tập tính
Khi chọn giống, gần chú trọng nhiều đến tính cách của gà tây. Gà có nết ăn tốt là không kén ăn. Khi có nết ăn như vậy, gà không phàm ăn, chỉ chọn lựa thức ăn ngon và bỏ lại những thức ăn dở. Và nết ở là mỗi chiều tối biết trở về chuồng ngủ, chứ không ngủ lang chạ ngoài sân, ngoài vườn, hoặc nhập bầy với gà hàng xóm. Gà mà có tính ngủ lang như vậy cũng thường đẻ hoang nơi này nơi khác, khiến hàng ngày chủ nuôi phải mất công theo dõi để nhặt trứng về.
Những con gà tây, nhất là gà mái tính nết như vậy không đủ tiêu chuẩn. Thực tế cho thấy một số ít gà tây tuy đã được thuần hoá lâu đời, nhưng bản tính của chúng cũng còn ít nhiều mang tính hoang dã của gà rừng tổ tiên chúng. Đối với những gà này nên loại bỏ, nhưng nếu cần nuôi làm giống thì nên nuôi nhốt trong ngăn chuồng tương đối rộng để tập dần cách ăn nết ở, giúp chúng đi vào nề nếp một thời gian cho quen dần.
Những cá tính đặc biệt của gà tây có thể lưu ý trong chọn giống và chăm sóc là:
- Tập tính sống bầy đàn: Gà tây thích sống thành bầy đàn. Trong đời sống hoang dã, người ta cũng bắt gặp nhiều đàn gà tây rừng đông đảo từ năm mười con đến bốn năm mươi con quần tụ chung sống với nhau, miễn là vùng sinh sống của chúng quanh năm có sẵn nguồn thức ăn dồi dào. Gà tây nhà dù bầy đàn đông, chúng cũng sống hoà thuận với nhau, kiếm ăn bên nhau.
- Tập tính đa thê: Gà tây cũng như các giống gà khác, con trống đa thê. Một gà tây trống cặp với cả đàn gà mái, có thể vài ba con, năm bảy con. Nhưng, để đảm bảo trứng có nhiều cồ, người ta thường cho một trống cặp từ 2 đến 4 mái.
- Gà tây trống không biết ấp trứng: Nhiệm vụ của gà tây trống chỉ biết rặp mái, chứ không hề biết ấp trứng. Trong thời gian mái nằm ổ thì gà trống quan hệ với những mái khác, không chút bận tâm đến gà mẹ và ổ trứng. Ngay khi bầy gà con nở ra, gà cha cũng thoái thác nhiệm vụ chăn dắt, nuôi nấng, mọi việc úm ấm con, tìm mồi nuôi con chỉ mỗi gà mẹ chăm sóc. Gà trống chỉ tham gia bằng cách đi theo cho biết chỗ và thản nhiên đứng nhìn gà mái làm mọi việc như đào hố làm ổ, phủ kín lá khô lên trên.
- Gà tây trống hung dữ trong mùa sinh sản: Bình thường gà tây trống rất hiền, các trống chung đàn đều sống hoà thuận với nhau. Chỉ trong mùa sinh sản những con trống trưởng thành trở nên hung dữ, ưa ruột đuổi và đá với trống khác trong bầy đàn. Chúng thường trở mặt đấu đá với nhau quyết liệt để tranh giành bạn tình gà mái. Chúng có thể đá nhau cả buổi, cho đến khi nào một con chịu thua mới thôi. Những trống yếu sức thường bị thương rất nặng, thậm chí bị chết. Con nào chiến thắng thì múa với vũ điệu quay tròn kiêu hãnh. Sau mùa sinh sản, những con gà trống lại sống thân thiện với nhau.
- Gà tây mẹ tự tìm ổ đẻ: Gần đến ngày nhảy ổ, gà tây mái tự tìm đến nơi thích hợp để làm ổ đẻ. Gà tây nhà nhiều con cũng tìm cách lót ổ hoang ở ngoài sân vườn như vậy. Nhiều mái khác thì chịu vào đẻ trong các ổ mà chủ nuôi đã lo liệu trước cho chúng. Trong đời sống hoang dã, gà tây mái rừng tự tìm đến những nơi khô ráo, yên tĩnh, có lùm bụi che chắn kín đáo để làm ổ đẻ. Trong 4 tuần liên tiếp, gà mái ấp trứng cả ngày lẫn đêm, nó chỉ tạm thời rời ổ ngày vài lần để đi tìm thức ăn nước uống, chờ đến ngày gà con nở.
- Ít bươi: Gà tây rất ít bươi do cách đi kiếm ăn của gà tây rất từ tốn, chúng thường dùng mỏ để thu nhặt thức ăn rơi vãi chứ ít khi bươi. Do đó, nuôi gà tây ít hại cây trồng như nuôi gà ta.
- Thích ăn rau cỏ: Gà tây rất thích ăn rau cỏ. Thả ra vườn, nơi nào có cỏ mọc là gà tây kéo đến đó để mổ ăn. Mỗi ngày một con gà tây trưởng thành có thể ăn đến vài trăm gr rau cỏ tươi. Chúng thích ăn nhất là cỏ cú. Vì vậy, trong sân vườn chăn thả gà tây, ta nên trồng cỏ để tạo thức ăn tươi cho gà. Thức ăn thiếu cỏ, gà tây lớn chậm, vì vậy trong khẩu phần ăn của gà tây nuôi nhốt không thể thiếu rau cỏ tươi.
- Thích ngủ nơi cao ráo: Trong đời sống hoang dã gà tây rừng thích ngủ trên cây. Tuy thân thể to lớn nặng nề, nhưng gà tây lại có khả năng bay được độ cao vừa phải và bay xa từng quãng ngắn, chứ bay không giỏi bằng vịt xiêm hay gà sao. Việc ngủ trên cao là do bản năng sinh tồn, nếu không ngủ như vậy chúng sẽ bị thú dữ vồ bắt. Gà tây nhà, nếu không tập từ đầu cho chúng ngủ sàn ổn định thì chúng cũng tìm đến các cành cây cao trong vườn để ngủ. Có con còn tìm chỗ ngủ trên mái nhà.

## Thức ăn
Việc chăm sóc gà tây theo kiểu truyền thống được chú trọng, căn cứ vào tập tính của chúng, người chăn nuôi thường chủ động thức ăn nuôi gà tây do gà tây vốn có thân xác lớn hơn gà nhà gấp ba bốn lần nên thức ăn dành nuôi chúng cũng gấp nhiều lần hơn, nếu có điều kiện để chăn thả sẽ đem lại mức lợi cao hơn, nhất là khu vực chăn thả lại có sẵn thức ăn dồi dào. Nếu nuôi gà tây với số lượng lớn thì cách tốt nhất là nên tạo nguồn thức ăn để nuôi chúng cho đỡ tốn kém.
So với nhiều loại gia cầm khác, gà tây là loài thích ăn cỏ nhất. Mỗi ngày chúng tiêu thụ một lượng rau cỏ khá nhiều, chiếm khoảng 40% khối lượng thức ăn để sống. Vì vậy, nuôi gà tây không thể thiếu rau cỏ. Phải mua thức ăn xanh này để nuôi gà tây hoặc trồng rau cỏ cho chúng. Tận dụng hết đất đai trong sân vườn chăn thả gà để trồng các loại rau cỏ. Nếu đất đai chăn thả rộng, thì chia ra từng khu vực để trồng cỏ. Khi đàn gà ăn trụi hết khu vực cỏ trồng này, lùa chúng sang ăn tiếp khu vục khác, và lo chăm sóc tưới bón lại nơi đàn gà vừa thu hoạch xong để dành cho chúng ăn lần sau. Nếu khu vực chăn thả hẹp, không đủ cỏ cho gà ăn thì nên tìm đất bên ngoài để trồng cỏ.
Gà tây có thể ăn được các giống cỏ hoà thảo có thân lá mềm như cỏ sả, cỏ Ruzi, cỏ Andro hoặc các giống cỏ họ đậu. Gà tây cũng ăn được nhiều thứ cỏ mọc hoang, ở ngoài đồng, ngoài ruộng như cỏ cú, cỏ chỉ, cỏ gà, rau cải trời. Những cỏ mọc hoang này chỉ cần mất công thu cắt, có điều không phải hiện nay vùng nào cũng có nhiều vì quỷ đất nông nghiệp càng ngày càng bị thu hẹp dần, nhiều nơi có xu hướng đô thị hoá nên không còn nhiều đất trồng. Ngoài cỏ ra, có thể trồng rau muống, vốn là thức ăn gà tây cũng ưa thích. Chăn thả ngoài vườn, hễ gặp đám cỏ là cả đàn gà tây kéo đến. Chúng dùng cái mỏ vừa mạnh, vừa bén rút tỉa những lá non của từng bụi cỏ lên ăn, nhưng khi cắt rau cỏ về nhà thì trước khi cho vào máng ăn của gà nên rửa sạch để trôi hết những tạp chất như đất cát và nhiều chất độc hại khác, giúp không ảnh hưởng đến sức khoẻ của gà.
Gà tây, nhất là gà tây con rất thích ăn con mối. Con mối cung cấp cho gà tây nhiều chất đạm và chất béo rất cần cho sự sinh trưởng của gà tây nên cho gà ăn nhiều mối rất tốt. Nhiều nơi người ta khai thác tổ mối làm thức ăn cho gà tây, khi gặp ổ mối, có thể lùa gà ra nơi đó rồi tìm cách làm cho mối động ổ mà chui ra từng đàn, từng đàn hằng hà sa số cho gà mặc sức mà ăn. Hoặc xắn ổ mối thành những tảng lớn, đem về nhà đập vỡ ra khiến mối không còn nơi trú ẩn mà chạy hết ra ngoài cho gà nhặt ăn.
Trùn đất và dòi là nguồn thức ăn bổ dưỡng chứa nhiều đạm chất dùng để nuôi các giống gia súc gia cầm, gà tây cũng thích ăn các loại trùn và giòi. Đối với nhiều quốc gia trên thế giới, việc nuôi trùn, nuôi dòi đã được thực hiện từ hàng trăm năm nay, và đã tiến lên công nghiệp hoá, được coi là ngành nghề làm ăn phát đạt. Đây là mặt hàng xuất khẩu mang lại nhiều ngoại tệ cho nhiều nước, trong đó có Mỹ, Nhật. Từ xưa, người ta đã biết con trùn, con dòi là thức ăn khoái khẩu của các giống gia cầm nên nhiều nơi nuôi theo phương pháp xưa cũ bằng cách ủ từng đống phân trâu bò hay phân rác để lâu ngày cho hoại mục, vừa dùng làm phân bón, vừa gạn trùn ra để nuôi gà, nhưng nuôi theo cách đó số trùn thu hoạch không được nhiều. Ngày nay nông dân đã đào hố để nuôi dòi, cũng bằng vật liệu là rơm rạ với phân bò, để tạo thêm nguồn thức ăn bổ dưỡng đê nuôi gà vịt, trong đó có gà tây. Trùn, dòi, ngoài việc cho gà tây ăn tươi, số dư ra có thể sấy khô rồi nghiền thành bột để dành cho ăn lâu ngày Nếu tạo được nguồn thức ăn tươi thì sẽ mang lại cho người chăn nuôi nhiều nguồn lợi.
Thức ăn cho gà tây thương phẩm, để gà ăn nhiều, hiệu quả chuyển hoá thức ăn tốt, cần cho gà ăn theo bữa, hết thức ăn mới cho ăn tiếp, đảm bảo thức ăn thường xuyên mới, có mùi thơm và không bị mốc mọt. Như vậy sẽ kích thích gà ăn nhiều hơn. Đồng thời thức ăn phải cân đối về thành phần giá trị dinh dưỡng để đáp ứng đủ nhu cầu sinh trưởng và phát triển của gà tây trong từng giai đoạn. Trong giai đoạn úm gà, nên sử dụng loại cám công nghiệp ăn thẳng. Gà ở giai đoạn này đòi hỏi dinh dưỡng cao nên chọn loại cám có độ đạm 20-22% protein, năng lượng từ 2800-2900 Kcl.
Giai đoạn gà sau 21 ngày tuổi rất phàm ăn. Ngoài thức ăn mà gà có thể tự kiểm được ở bãi chăn thả, có thể dùng các loại rau xanh như rau muống, bèo tây, thân chuối, cỏ voi…Thức ăn cho gà tây giai đoạn này cần phối trộn rau xanh băm nhỏ với các thành phần tinh bột cám phù hợp. Việc cho gà tây ăn thức ăn hỗn hợp kết hợp với chăn thả ngoài bãi vườn sẽ tiết kiệm được 1 lượng lớn thức ăn công nghiệp. Đồng thời giúp nâng cao chất lượng thịt gà, tăng hiệu quả gà thương phẩm. phối trộn với tỷ lệ tham khảo là: 10 kg rau: 1 kg cám ngô: 1 kg cám gạo: 1 kg thóc.

## Chăm sóc
Trong khi nuôi chăn thả, theo truyền thống thì diện tích chăn thả phù hợp từ 20-25 m2/con, có cỏ và hàng rào bảo vệ. Diện tích sân chơi tối thiểu gấp 2-3 lần diện tích chuồng nuôi. Sân chơi có thể là những bãi cỏ hoặc những khu vực có bãi cát để gà tây có thể được tắm cát. Ở giai đoạn gà con, gà tây rất mẫn cảm với nhiệt độ thấp, mưa, sấm chớp và tiếng động lạ. Vì vậy, thời kỳ nuôi úm gà nhỏ, người nuôi cần duy trì mức nhiệt độ từ 25-30 oC cho đàn gà con. Khi gà được 21 ngày tuổi, thả gà ra bãi chăn thả. Việc kết hợp chăn thả như vậy sẽ giúp gà ăn nhiều sâu bọ, lá cây và phát triển khỏe mạnh hơn, thịt rắn chắc, thơm ngon hơn.
Trong chăn nuôi nhiều nước luôn thực hiện việc phòng bệnh cho gà tây để bảo quản giống, thực hiện nghiêm lịch phòng vaccin và thuốc định kì cho đàn gà tây, lập sổ ghi chép đầy đủ chính xác về các loại thuốc và vaccin sử dụng cho đàn gà tây, thời gian, ngày, giờ cho uống hoặc tiêm vaccin. Trong quá trình nuôi gà tây thương phẩm cần chú ý thực hiện cho gà ăn sạch, uống sạch, ở sạch. Lấy phòng bệnh là chính, khi thời tiết hoặc môi trường thay đổi, cần bổ sung kháng sinh và vitamin cho gà 3-5 ngày để tăng sức đề kháng và chống stress. Đồng thời thường xuyên theo dõi đàn gà để phòng trị bệnh kịp thời.
Thông thường người ta cho các loại thuốc tiếm phòng như:
- 4 ngày tuổi: Phòng bệnh đường ruột bằng một trong các kháng sin: Octamix: 50 mg/1 kg thể trọng. Gentadox: 50 mg/1 kg thể trọng. Kết hợp cho uống GlucoK-C hoặc các loại Vitamin tổng hợp.
- 5 ngày tuổi: Vaccin lasota, nhỏ mắt, mũi (phòng bệnh gà rù).
- 7 ngày tuổi: Vaccin Gumboro D78 lần 1, nhỏ mắt, mũi, chủng đậu, màng cánh.
- 8- 12 ngày tuổi: Phòng bệnh đường hô hấp bằng: Tylanvet 1g/1lít nước và Vitamin tổng hợp.
- 14- 16 ngày tuổi: Vaccin Gumboro D78 lần 2. Phòng bệnh cầu trùng bằng một trong các loại thuốc sau: Coxymax 1g/6 kg thể trọng; Vetpro 1g/1lít nước. Baycox 1g/1lít nước. Cho uống 2 ngày liên tục.
- 15 ngày tuổi: Vaccin cúm gia cầm – tiêm dưới da cổ.